# Kompartimentierungsregel
Die Kompartimentierungsregel ist ein auf Eberhard Schnepf zurückgehendes Theorem in der Zellbiologie. Sie wird auch als Schnepf’sche Regel oder Schnepf’sches Theorem bezeichnet. 
Nach dieser Regel trennt eine biologische Membran eine plasmatische von einer nichtplasmatischen Phase. In den nicht-plasmatischen Bereichen, den plasmatischen Bereichen und membrangebunden können Stoffwechselreaktionen ablaufen. Für die Plasmamembran als äußere Begrenzung der Zelle ist diese Einteilung unmittelbar einleuchtend: Außerhalb der Zelle befindet sich die nichtplasmatische, im Inneren die plasmatische Phase mit dem namensgebenden Cytoplasma. Die Kompartimentierungsregel bezieht die intrazellulären Biomembranen in diese Betrachtung mit ein: Der Inhalt des ERs, des Golgi-Apparats, der Lysosomen, Vesikel und Vakuolen, die Räume zwischen den beiden Hüllmembranen des Kerns, der Mitochondrien und Plastiden sowie der Inhalt der Thylakoide in den Chloroplasten gehören zur nichtplasmatischen Phase. 
Ausnahmen von der Kompartimentierungsregel werden nur selten beobachtet, zum Beispiel bei Vorgängen, die mit der Endocytobiose in Zusammenhang stehen. Die Kompartimentierungsregel darf nicht mit der Kompartimentierungshypothese verwechselt werden.

## Anwendung in der Zellbiologie
Die Kompartimentierungsregel ermöglicht eine Reihe von grundlegenden Aussagen:
- Jede Biomembran trennt zwei unterschiedliche Phasen: plasmatisch und nichtplasmatisch.
- Um von einem Plasma zu einem anderen (zum Beispiel vom Karyoplasma zum Cytoplasma) zu gelangen, müssen zwei Membranen und die dazwischenliegende, nichtplasmatische Phase durchquert werden.
- Nur gleichnamige Phasen mischen sich bei Fusionsvorgängen.
- Nur gleichnamige Phasen trennen sich bei Vesikulationsvorgängen.